# Мокша (журнал)
«Мо́кша» — литературно-художественный и общественно-политический журнал на мордовском — мокша языке. Выходит один раз в месяц. Тираж 1500 экз. Основан в 1928 г. В советский период — один из органов печати Союза писателей РСФСР.
Появлению многих известных произведений мордовской литературы, какими являются романы Тимофея Кирдяшкина «Кели Мокша» («Широкая Мокша»), Ильи Девина «Нардише» («Трава-мурава»), Михаила Сайгона «Крхка ункст» («Глубокие корни»), повесть Василия Виарда «Кешань приключениянза» («Приключения Кеши»), повести Василия Родина, поэмы и стихи Захара Дорофеева, Михаила Безбородова и многих других, предшествовали их публикации в журнале «Мокша».
Журнал «Мокша» награждён орденом «Знак Почета».
Адрес: 430000, г. Саранск, ул. Советская, 22, тел. +7(8464)17-06-38. Подписной индекс 73250